# Aorangi (Schiff, 1925)
Die Aorangi (II) war ein 1925 in Dienst gestelltes Passagierschiff der neuseeländischen Reederei Union Steam Ship Company, das im Passagier- und Postverkehr von Kanada nach Neuseeland und Australien eingesetzt wurde. Bei Indienststellung war sie das größte und schnellste Motorschiff der Welt. Sie war zudem das größte Schiff, das die Union Steam Ship Company während ihrer gesamten Bestehenszeit bauen ließ. Während des Zweiten Weltkriegs diente sie als Truppentransporter und später als Wohnschiff.

## Das Schiff

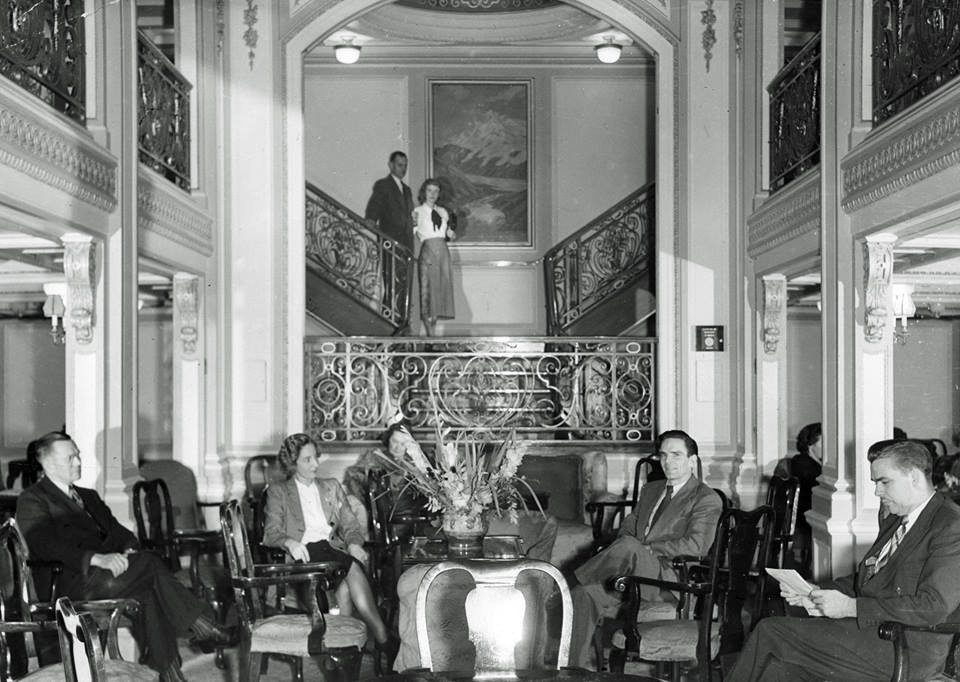
Der Salon der Ersten Klasse (undatiert).

Das 17.491 BRT große Motorschiff Aorangi wurde 1922 auf der Werft Fairfield Shipbuilders in Govan bei Glasgow auf Kiel gelegt und lief dort am 17. Juni 1924 vom Stapel. Getauft wurde das Schiff von der Ehefrau von Sir Charles Holdsworth, einem Direktor der Reederei. Dieses Schiff wie auch sein gleichnamiger Vorgänger, die Aorangi (4196 BRT) von 1883, wurden nach dem Aoraki/Mount Cook benannt, dem höchsten Berg Neuseelands. Ebenfalls anwesend bei der Taufzeremonie waren unter anderem Sir Alexander Kennedy (1860–1939), der Vorsitzende der Fairfield-Werft, der Gründer der Union Steam Ship Company, Sir James Mills, der britische Militärberater (Military Secretary) Lieut. General Sir Douglas Brownrigg, sowie Mitglieder der Familie Sulzer. 
Die zweite Aorangi, ein 182,88 Meter langes und 22 Meter breites Passagier- und Frachtschiff, hatte zwei Schornsteine, zwei Masten und vier Propeller. Sie war mit vier Dieselmotoren der Sulzer AG ausgestattet, die eine durchschnittliche Dienstgeschwindigkeit von 17,3 Knoten ermöglichte. Während der achttägigen Probefahrten im Firth of Clyde erreichte sie jedoch am 13. Dezember 1924 eine Höchstgeschwindigkeit von 18,53 Knoten. Diese Eigenschaft und ihre bauliche Größe machte sie zum damals schnellsten und größten Handelsschiff der Welt. Drei Tage später wurde das Schiff seinen Eignern übergeben. 

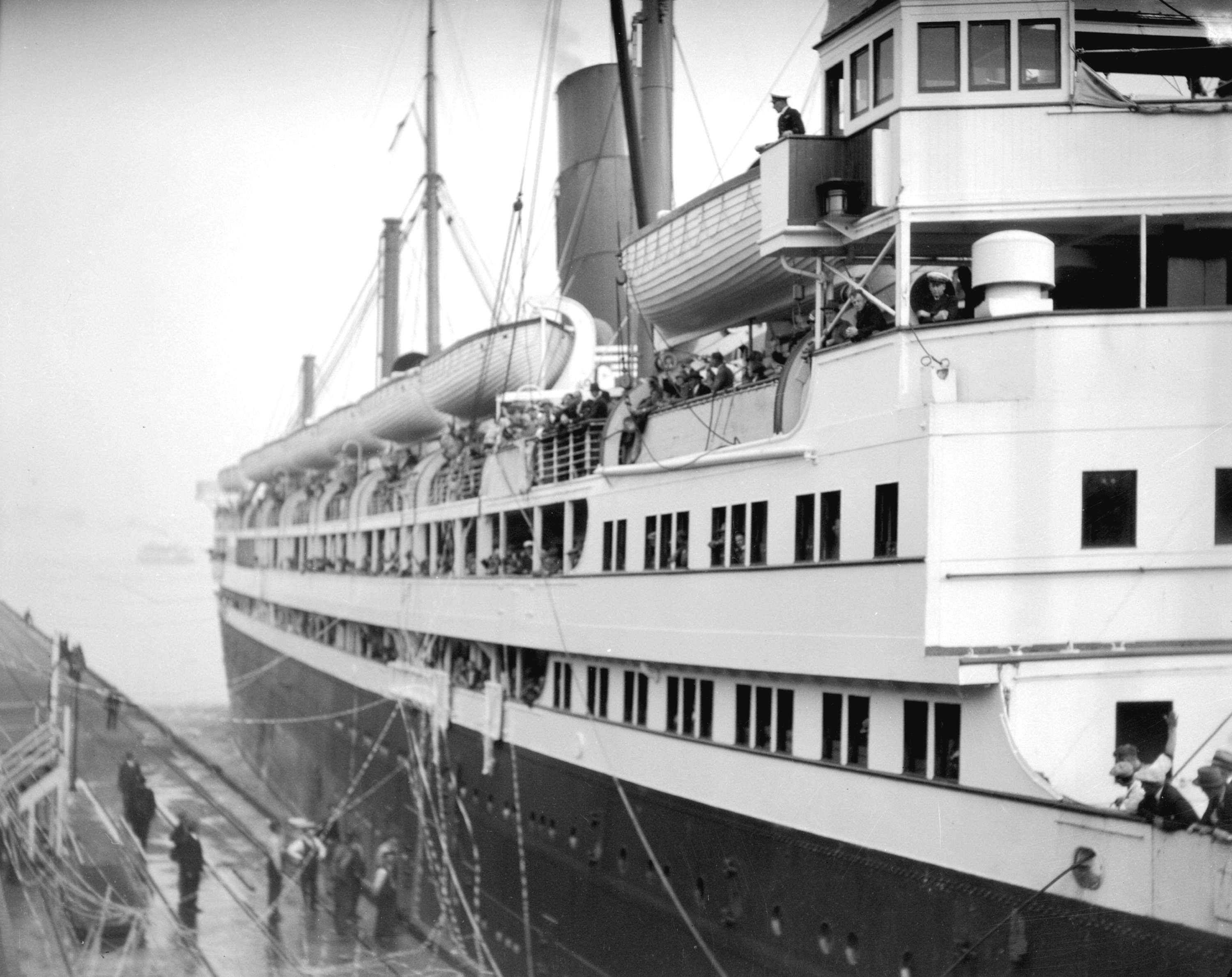
Abfahrt in Vancouver im Oktober 1929.

Die Aorangi war mit 16 Rettungsbooten ausgestattet, die in Schwerkraftdavits der Marke McLaughlin vertäut waren. Sie war das erste Schiff der Union Steam Ship Company, das mit diesen Kränen ausgerüstet war. Die Passagierkapazitäten lagen bei 436 Reisenden in der Ersten, 284 in der Zweiten und 227 in der Dritten Klasse. Offiziere und Besatzung bestanden aus etwa 230 Personen. Das Schiff verfügte über acht Luxussuiten mit eigenem Badezimmer, die alle in verschiedenen Stilrichtungen eingerichtet waren. 
Der Speisesaal der Ersten Klasse auf dem Oberdeck war im Stil Ludwig XVI. gestaltet und konnte 213 Personen aufnehmen. Die öffentlichen Aufenthaltsräume der Ersten und Zweiten Klasse befanden sich auf dem Promenadendeck, darunter der Musiksalon, der Rauchsalon im jakobinischen Stil, das Verandacafé, der Kindergarten und die Bibliothek. Auf dem Bootsdeck, direkt neben dem Funkraum, befand sich außerdem ein Fitnessraum. Herzstück des Bordlebens war jedoch die zweigeschossige Lounge der Ersten Klasse im georgianischen Stil mit einem großen Oberlicht direkt zwischen den Schornsteinen. 
Am 2. Januar 1925 lief das Schiff unter dem Kommando von Kapitän Robert Crawford (1872–1931) in Southampton zu seiner Jungfernfahrt nach Vancouver aus. Dabei durchquerte das Schiff den Panamakanal und machte Zwischenstopps in Los Angeles und San Francisco. Am 3. Februar 1925 traf die Aorangi in Vancouver ein, von wo aus sie drei Tage später nach Wellington, Auckland und Sydney via Honolulu (Hawaii) und Suva (Fidschi) auslief. In den Jahren 1932 und 1938 wurden die Passagierunterkünfte jeweils modernisiert und die maximalen Unterbringungszahlen geändert. 
1931 ging die Aorangi an die Canadian Australasian Line über, die aus der Zusammenarbeit der Union Steam Ship Company und der Canadian Pacific Line entstand.

## Kriegseinsatz
Das Schiff blieb im regulären Service auf der Kanada-Neuseeland-Route, bis es im Oktober 1940 vorübergehend dazu eingesetzt wurde, neuseeländische Truppen zu den Fidschi-Inseln zu bringen. Danach war die Aorangi wieder im Passagierdienst auf ihrer alten Route. Im Sommer 1941 wurde sie vom Ministry of War Transport (MoWT) angefordert und in England in einen Truppentransporter umgewandelt. Sie brachte Nachschubkräfte nach Singapur, Kriegsflüchtlinge von dort nach Australien, unternahm Truppenfahrten nach Indien, in den Mittleren Osten und ins Mittelmeer und beförderte amerikanische und kanadische Soldaten nach  Europa.

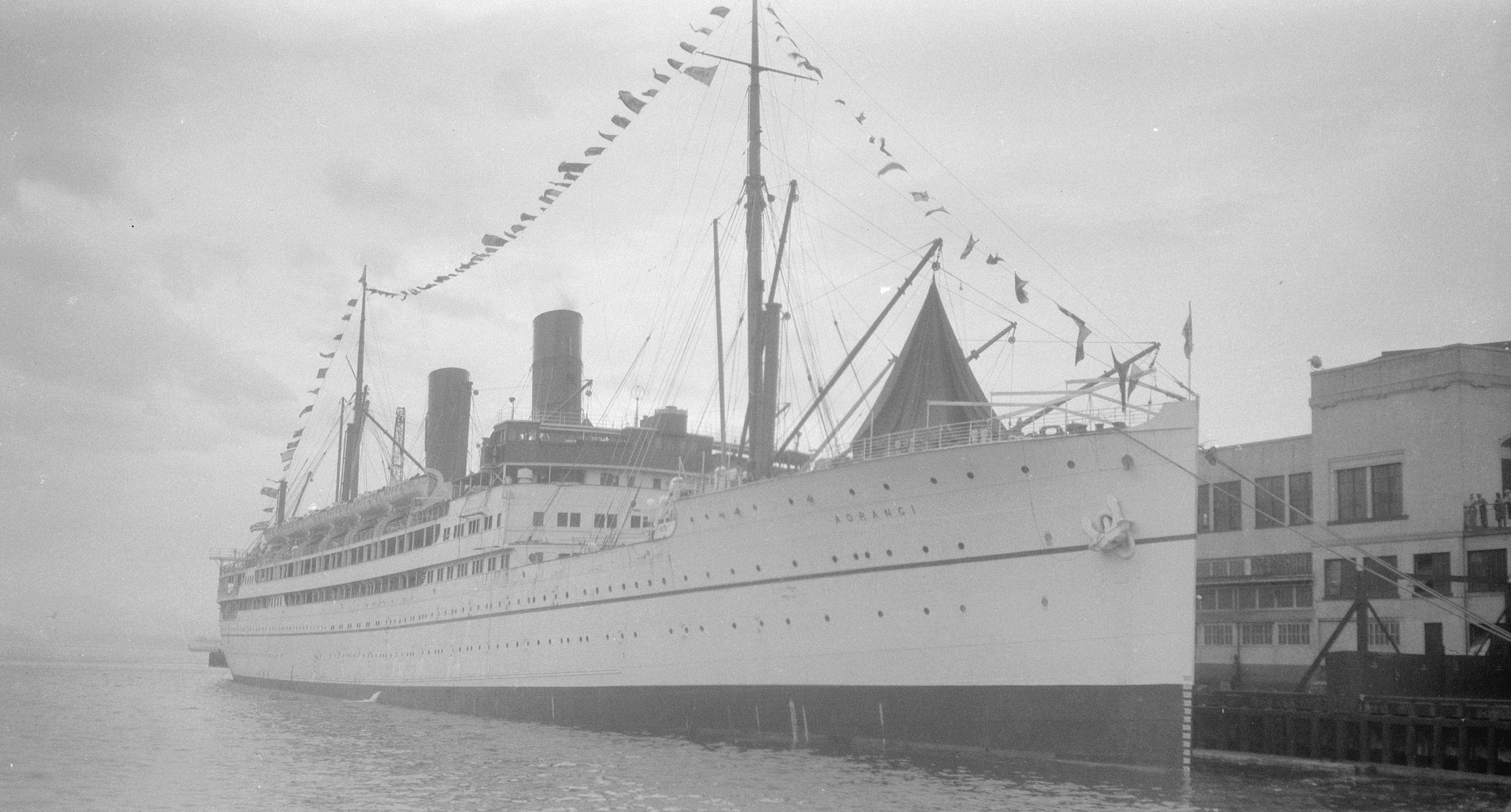
Die Aorangi mit neuem Farbanstrich nach dem Krieg (1948).

Während der Invasion in der Normandie (Operation Neptun) diente die Aorangi im Solent als Versorgungs- und Lazarettschiff für eine Flotte von etwa 150 Schleppern und Hilfsschiffen. Danach diente sie als Kommandantenschiff der British Pacific Fleet. Nach der Kapitulation Japans 1945 wurde die Aorangi in Hongkong als Wohnschiff für Soldaten genutzt, die auf ihre Repatriierung warteten.  
Nach Kriegsende wurde die Aorangi wieder ihren Eignern überlassen und traf am 14. April 1946 in Sydney ein, wo sie generalüberholt wurde. Am 16. September 1948 legte sie zu ihrer ersten zivilen Fahrt nach dem Zweiten Weltkrieg ab, aber sie fuhr keinen Gewinn mehr ein und litt unter ständigen Gewerkschaftsstreitigkeiten. Durch Subventionen der Regierungen Australiens, Neuseelands und Kanadas wurde das Schiff bis Juni 1953 betrieben. Anschließend wurde sie zum Abbruch nach Schottland verkauft, wo sie am 25. Juli 1953 eintraf.